# Leptopsalis lydekkeri
Espèce
Synonymes
- Stylocellus  lydekkeri Clouse & Giribet, 2007

Leptopsalis lydekkeri est une espèce d'opilions cyphophthalmes de la famille des Stylocellidae.

## Distribution
Cette espèce est endémique de Nouvelle-Guinée occidentale en Indonésie. Elle se rencontre dans les monts Wondiwoi.

## Description
Le mâle holotype mesure 3,3 mm, les mâles mesurent de 2,98 à 3,38 mm.

## Systématique et taxinomie
Cette espèce a été décrite sous le protonyme Stylocellus  lydekkeri par Clouse et Giribet en 2007. Elle est placée dans le genre Leptopsalis par Clouse et Giribet en 2012.

## Étymologie
Cette espèce est nommée en l'honneur de Richard Lydekker.

## Publication originale
- Clouse & Giribet, 2007 : « Across Lydekker’s Line — first report of mite harvestmen (Opiliones : Cyphophthalmi : Stylocellidae) from New Guinea. » Invertebrate Systematics, vol. 21, no 3, p. 207-227.